# Nelu Tătaru
Nelu Tătaru (ur. 30 września 1972 w Vaslui) – rumuński lekarz, polityk i samorządowiec, senator i deputowany, w 2020 minister zdrowia.

## Życiorys
Absolwent medycyny na Universitatea de Medicină și Farmacie „Grigore T. Popa” w Jassach (1998). Na tej samej uczelni ukończył też zarządzanie instytucjami publicznymi (2004) oraz specjalizacje w zakresie chirurgii ogólnej (2006) i endoskopii przewodu pokarmowego (2009), a także doktoryzował się w 2011. Pracował w szpitalu w Vaslui, następnie w szpitalach w Huși, był tam m.in. dyrektorem generalnym szpitala miejskiego.
Zaangażował się w działalność polityczną w ramach Partii Narodowo-Liberalnej. Został radnym miejskim w Huși. W latach 2012–2016 zasiadał w Senacie. W grudniu 2019 mianowany sekretarzem stanu w resorcie zdrowia.
26 marca 2020, w okresie kryzysu związanego z pandemią COVID-19, minister zdrowia Victor Costache złożył rezygnację. Tego samego dnia premier Ludovic Orban funkcję tę powierzył Nelu Tătaru, a prezydent Klaus Iohannis podpisał jego nominację na ten urząd.
W wyborach w tym samym roku uzyskał mandat posła do Izby Deputowanych. W grudniu 2020 zakończył pełnienie funkcji ministra.